# De eerste biechtmoeder
De eerste biechtmoeder is een fantasyboek van de Amerikaanse schrijver Terry Goodkind. Het is de 15e roman van deze schrijver en speelt zich eeuwen eerder af dan de rest van De Wetten van de Magie serie. Het is het eerste boek van Terry Goodkind dat hij in eigen beheer heeft uitgegeven en in het Engels is het, op 300 gedrukte Limited Collector's Edition exemplaren na, uitsluitend verkrijgbaar als e-boek en luisterboek.

## Introductie
Op de officiële website van de auteur wordt het boek als volgt omschreven:
"De eerste biechtmoeder is de basis van de 'De Wetten van de Magie' serie. Dit is het begin van het grootse avontuur."

## Personages
- Magda Searus, hoofdpersoon in De eerste biechtmoeder, de eerste biechtmoeder.
- Merritt, hoofdpersoon in De eerste biechtmoeder, de tovenaar van de eerste biechtmoeder.
- Lothain, hoofdpersoon in De eerste biechtmoeder, hoofdaanklager.
- Barraccus, wijlen de echtgenoot van Magda Searus. Voormalige Eerste Tovenaar.
- Tilly: dienstmeid van Magda Searus.
- Isodore: tovenares en spiritist.
- Quinn: tovenaar die tot taak heeft de Sliph te bewaken. Jeugdvriend van Magda Searus.
- Alric Rahl: heerser van D'Hara.
- Sadler: raadslid in Aydindril.
- Cadell: raadslid in Aydindril.
- Guymer: raadslid in Aydindril.
- Weston: raadslid in Aydindril.
- Hambrook: raadslid in Aydindril.
- Sulachan: keizer van de Oude Wereld.
- Naja Moon: overgelopen spiritist uit de Oude Wereld.